# French Open 1948 (Badminton)
Die French Open 1948 im Badminton fanden vom 10. bis zum 11. April 1948 auf dem Vereinsgelände des Racing Club de France in Paris statt. Es war die 20. Auflage des Championats.

## Finalresultate
| Disziplin    | Sieger                       | Finalist                       | Ergebnis            |
| ------------ | ---------------------------- | ------------------------------ | ------------------- |
| Herreneinzel | Palle Granlund               | Bent Palling                   | 10–15, 17–15, 15–11 |
| Dameneinzel  | Mavis Henderson              | Audrey Stone                   | 11–7, 12–9          |
| Herrendoppel | Niels Graeffe Bent Palling   | Palle Granlund Kai Hansen      | 15–7, 15–12         |
| Damendoppel  | Mavis Henderson Audrey Stone | Yvonne Girard Madeleine Girard | 15–8, 15–1          |
| Mixed        | James Hone Mavis Henderson   | Ray Kirkby Audrey Stone        | 15–10, 15–13        |

- Anmerkung: Palle Granlund wird in anderen Quellen (Free Press) als Palle Grundlang bezeichnet. Free Press listet als Finalistinnen im Damendoppel Yvonne und Madeleine Girard.

## Referenzen
- http://badminton76.fr/histod.html
- http://newspapers.nl.sg/Digitised/Article.aspx?articleid=straitstimes19490102-1.2.102
- http://eresources.nlb.gov.sg/newspapers/Digitised/Page/freepress19480412-1.1.7.aspx